# روبرت دبليو. لاينغ
روبرت دبليو. لاينغ (بالإنجليزية: Robert W. Laing)‏ هو مخرج فني بريطاني، ولد في نوفمبر 1937.

## وصلات خارجية
- روبرت دبليو. لاينغ على موقع IMDb (الإنجليزية)
- روبرت دبليو. لاينغ على موقع أول موفي (الإنجليزية)
- روبرت دبليو. لاينغ على موقع قاعدة بيانات الفيلم (الإنجليزية)